# Parafia św. Jana Chrzciciela w Gnojnie

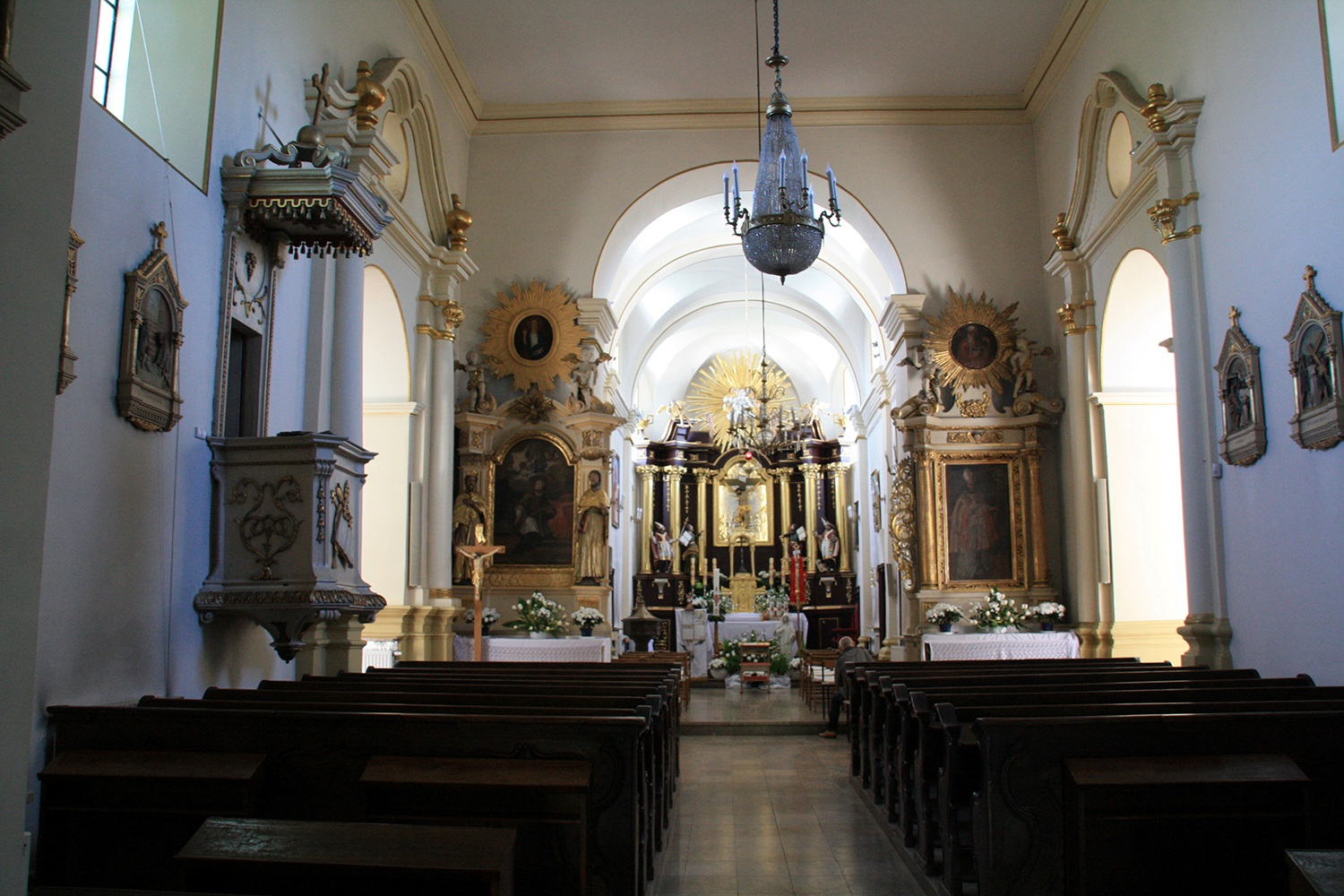
Kościół św. Jana Chrzciciela w Gnojnie – wnętrze

Parafia Świętego Jana Chrzciciela – parafia rzymskokatolicka w Gnojnie (diecezja kielecka, dekanat chmielnicki). 
Założona w 1126 roku. Mieści się pod numerem 108. Duszpasterstwo w niej prowadzą księża diecezjalni. Źródła pisane wspominają o parafii już w 1326 roku. Świątynia w Gnojnie zniszczona została przez Tatarów w 1241 r. podczas tzw. bitwy pod Chmielnikiem. 

## Zasięg parafii
Do parafii w 1984 roku należeli wierni z następujących miejscowości: Gnojno, Antoniów, Brzeście, Falki,  Glinka, Gorzakiew, Grabki Małe, Janowice Poduszowskie, Janowice Raczyckie, Januszowice, Jarząbki, Maciejowice, Piaski, Płośnia, Poręba, Pozdżeń, Pożogi, Raczyce, Rzeszutki, Skadla, Wola Bokrzycka, Wola Zofiowska i Zagrody. 